# Alexandre Rey
Alexandre Rey (født 22. september 1972 i Sion, Schweiz) er en schweizisk tidligere fodboldspiller (angriber).
Rey spillede 18 kampe og scorede fem mål for det schweiziske landshold, som han debuterede for 18. november 1998 i en venskabskamp mod Ungarn.
På klubplan spillede Rey hele sin karriere i hjemlandet, hvor han vandt det schweiziske mesterskab med både Sion og Servette.

## Titler
Schweizisk mesterskab
- 1997 med Sion
- 1999 med Servette

Schweizisk pokal
- 1997 med Sion
- 2001 med Servette